# Philip Buys
Philip Buys, né le 30 septembre 1988 à Durban, est un cycliste sud-africain spécialiste de VTT cross-country. Il termine 35e de l'épreuve olympique 2012.

## Palmarès en VTT

### Coupe du monde
- Coupe du monde de cross-country eliminator
  - 25e en 2014

### Championnats d'Afrique
- 2011
  -  Médaillé de bronze du cross-country
- 2012
  -  Champion d'Afrique de cross-country
- 2013
  -  Champion d'Afrique de cross-country
- 2014
  -  Champion d'Afrique de cross-country
- 2016
  -  Champion d'Afrique de cross-country
- 2019
  -  Médaillé d'argent du cross-country
- 2022
  -  Médaillé d'argent du cross-country
- 2023
  -  Champion d'Afrique de cross-country

### Championnats d'Afrique du Sud
- Champion d'Afrique du Sud de cross-country : 2013, 2022 et 2023
- Champion d'Afrique du Sud de cross-country marathon : 2022